# Unterseeboot type XXI
Pour les articles homonymes, voir Type 21.
Le sous-marin type XXI est un type de sous-marin allemand de la Seconde Guerre mondiale.
Entré en service en 1945, sa conception révolutionnaire a inspiré les ingénieurs jusque dans les années 1960.

## Description

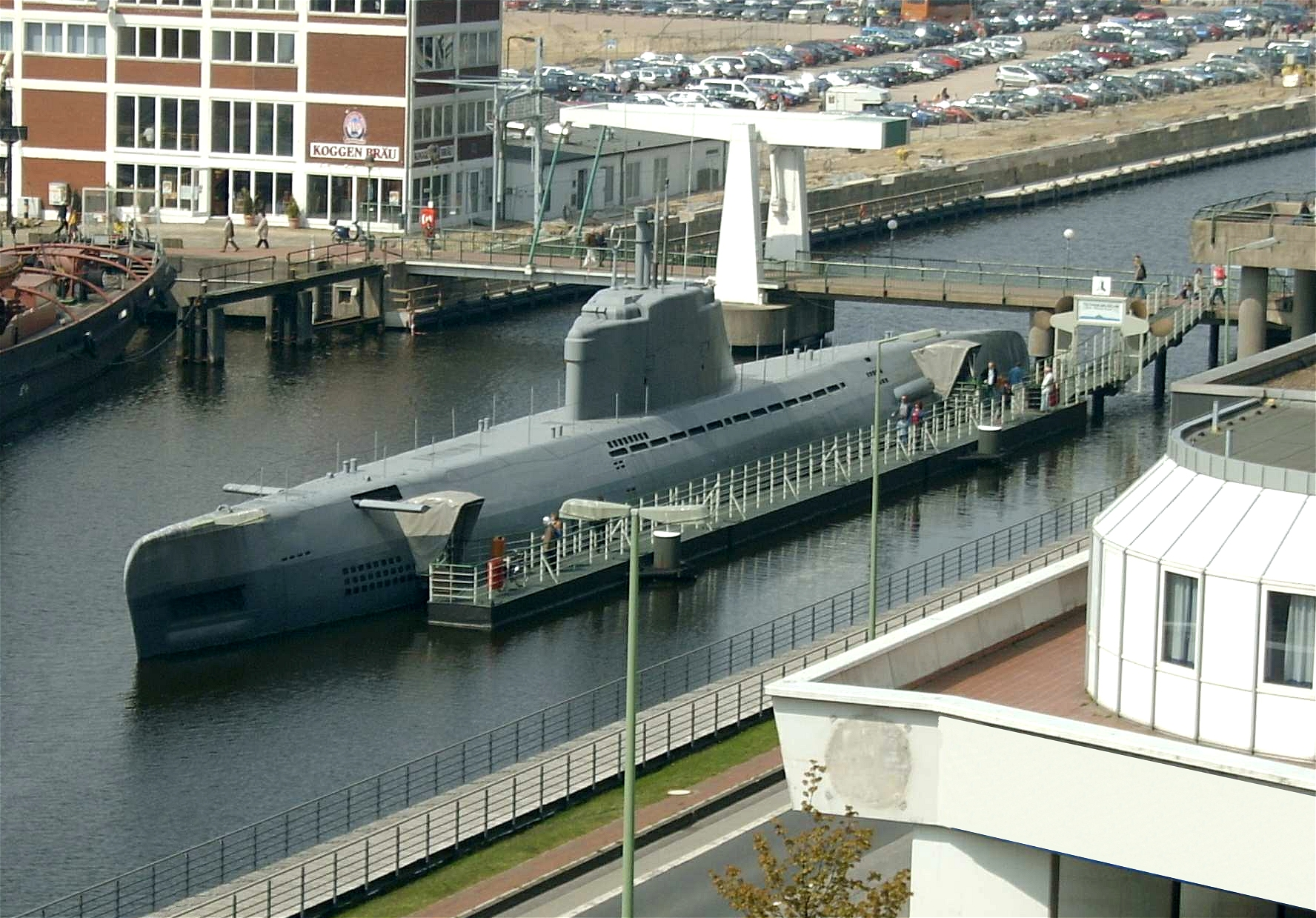
Le Type XXI du musée de Bremerhaven.

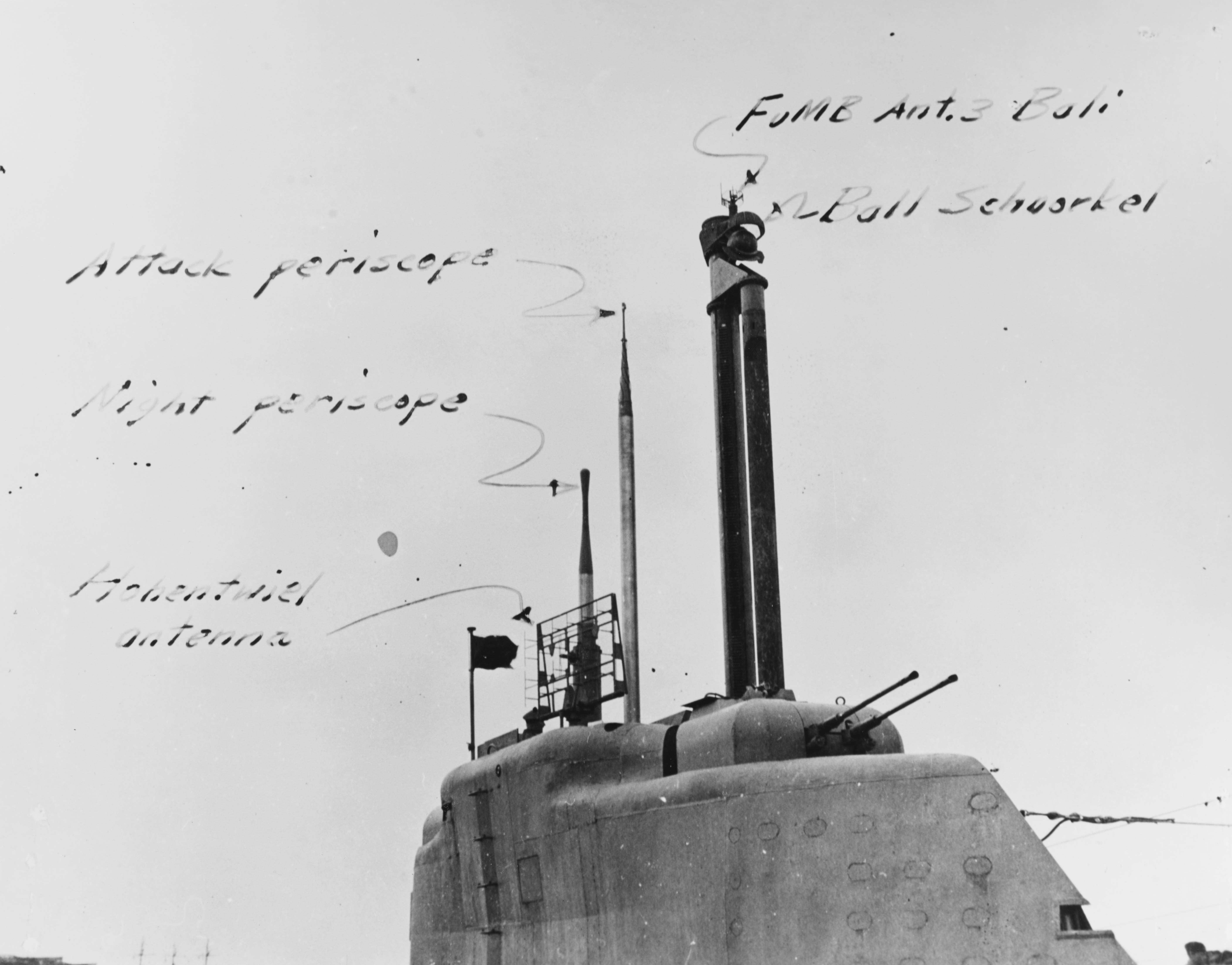
Vue arrière du kiosque du U-3008, Type-XXI, avec ses canons de Flak intégrés, 1945.

Le type XXI, ou E-boot qui signifie en allemand Elektroboot, est un sous-marin remarquable : c'est le premier « sous-marin » moderne, conçu pour fonctionner intégralement en plongée. Jusqu'alors ces bâtiments étaient des « submersibles », conçus pour opérer essentiellement en surface, ne plongeant qu'en cas de menace, et avec de mauvaises performances en plongée en ce qui concerne la vitesse (quelques noeuds) et l'autonomie (quelques heures et quelques dizaines de milles).
Le type XXI est capable d'atteindre la vitesse de 17,5 nœuds en plongée (plus rapide que les frégates et les corvettes qui escortaient les convois) et de parcourir plus de 220 nautiques sous l'eau à sa vitesse économique (4 à 5 nœuds), en restant deux à trois jours submergé. 
Pour ce faire, il était doté d'une masse de batteries électriques (pesant 936 tonnes), le triple de celles embarquées dans un U-Boot type VII-C. Pour recharger ses batteries, cinq heures de navigations aux moteurs Diesel suffisent, et son schnorkel lui permet de le faire en restant en plongée, à une vitesse de plus de 15,6 nœuds. Il était donc plus rapide en plongée qu'en surface. Son rayon d'action en surface (avec les moteurs diesel) atteignait 28 000 km.
Son armement antinavires et anti-sous-marins était de six tubes lance-torpilles de calibre 533 mm à l'avant. Il embarquait 23 torpilles acoustiques (tirées à 50 m de profondeur avec 90 % de coups au but), 6 aux tubes et 17 de réserve. Il n'avait plus de canon antinavire (conformément au concept), mais deux pseudo-tourelles doubles d'un calibre de 20 ou 30 mm, intégrées à l'avant et à l'arrière du massif, assuraient sa défense antiaérienne.
Pour l'écoute, il était équipé d'un sonar passif très sensible pour l'époque, logé à la base de l'étrave. Il embarquait aussi un détecteur de radar et un radar de veille surface ainsi que deux périscopes ; un d'attaque et un autre de veille.
Ses puissants sonars lui permettaient de détecter les bateaux et ses radars, les avions et même de savoir s'il était détecté par un bateau ou un avion.
Il était beaucoup plus silencieux que le type VII-C. 
La coque épaisse du Type XXI était identique à celle du Type XVII : une section en « 8 », avec un carénage extérieur. Elle comprenait huit sections préfabriquées qui étaient livrées séparément et ensuite assemblées sur le chantier naval. Le principe de la double coque augmentait le volume disponible, la coque externe ayant une forme hydrodynamique. Un programme prévoyait la construction prioritaire de 1 500 unités (U-2500 à U-4000) à la cadence de trois sous-marins par semaine. Les Allemands avaient aussi prévu deux variantes : le Type XXI-B et le Type XXI-C. Ils devaient avoir des coques plus longues afin de faire passer le nombre de tubes lance-torpilles de 6 à 12 et 18 respectivement. Aucun de ces deux modèles ne fut fabriqué.
La mise au point complexe d'un sous-marin aussi innovant fut trop lente pour modifier l'histoire de la guerre navale de manière décisive. Aucun navire allié n'a été coulé par un type XXI.

## Historique
Quelques heures avant la fin des hostilités, un U-Boot de type XXI (U-2511) commandé par Adalbert Schnee navigua en plongée sans être détecté sous une escadre britannique (HMS Norfolk), sans lancer ses torpilles. Cela fut confirmé en comparant les journaux de navigation des bâtiments britanniques et du sous-marin allemand.
Une copie du U-Boot type XXI, le projet 613, a été construite par l'URSS après la guerre ; l'OTAN l'a dénommée classe Whiskey.

## Capteurs

### Appareils d'écoute sous-marine
La combinaison du nouveau sonar à hautes performances Nibelung et de très sensibles hydrophones Balkon permettait aux commandants de localiser les bâtiments de surface.

### Détecteur de radar
Ancêtre des moyens de contre-mesure, l'antenne du détecteur de radar FuMB Ant 3 Bali, était située au sommet de l'extrémité du schnorkel.

### Émetteur radar
Les U-Boote type XXI étaient équipés du radar FuMO 65 Hohentwiel U1 avec l'antenne radar Type F432 D2.

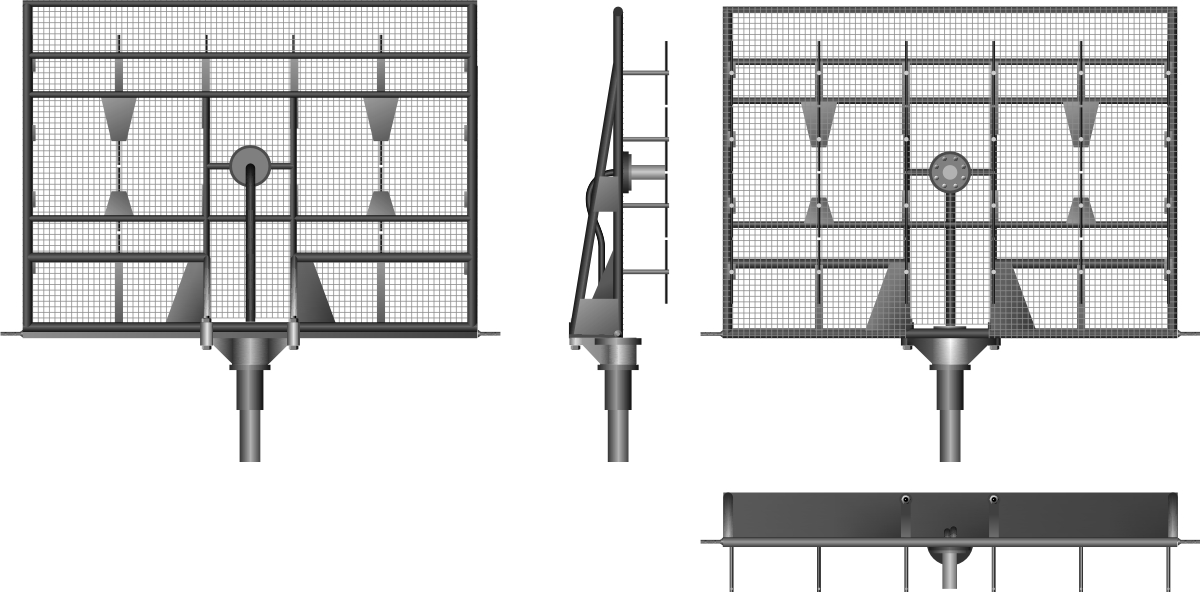
Antenne radar Type F432 D2.
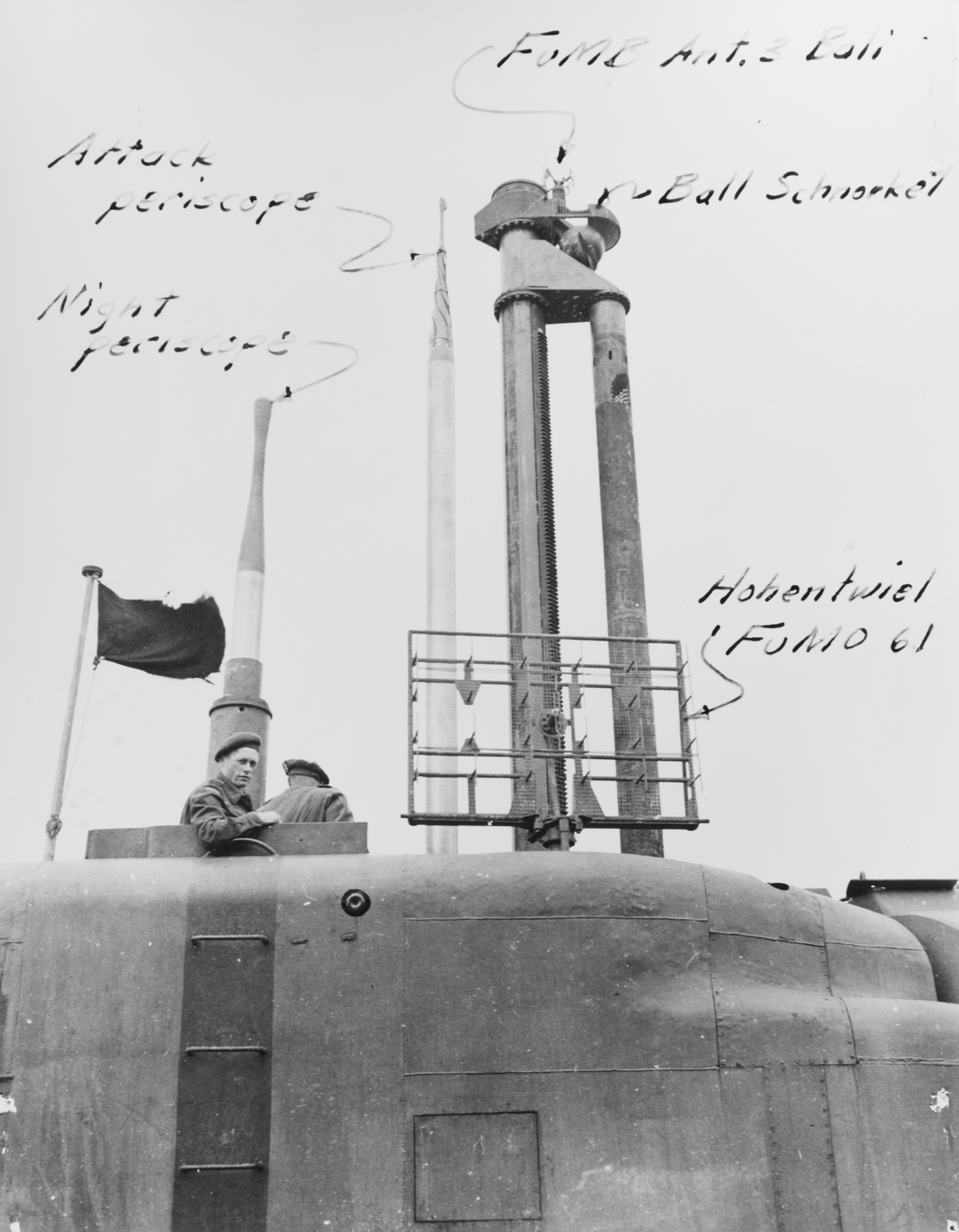
Massif du U-3008, Type-XXI, avec son antenne radar, ses deux périscopes et son mât schnorkel, 1945.

## Les 118 Type XXI mis en service
- U-2501, U-2502 (en), U-2504, U-2505, U-2506 (en), U-2507, U-2508, U-2509, U-2510, U-2511, U-2512, U-2513 (en), U-2514, U-2515, U-2516, U-2517, U-2518, U-2519, U-2520, U-2521, U-2522, U-2523, U-2524, U-2525, U-2526, U-2527, U-2528, U-2529, U-2530, U-2531, U-2533, U-2534, U-2535, U-2536, U-2538, U-2539, U-2540, U-2541, U-2542, U-2543, U-2544, U-2545, U-2546, U-2548, U-2551, U-2552.
- U-3001, U-3002, U-3003, U-3004, U-3005, U-3006, U-3007, U-3008 (en), U-3009, U-3010, U-3011, U-3012, U-3013, U-3014, U-3015, U-3016, U-3017, U-3018, U-3019, U-3020, U-3021, U-3022, U-3023, U-3024, U-3025, U-3026, U-3027, U-3028, U-3029, U-3030, U-3031, U-3032, U-3033, U-3034, U-3035, U-3037, U-3038, U-3039, U-3040, U-3041, U-3044, U-3501, U-3502, U-3503, U-3504, U-3505, U-3506, U-3507, U-3508, U-3509, U-3510, U-3511, U-3512, U-3513, U-3514, U-3515, U-3516, U-3517, U-3518, U-3519, U-3520, U-3521, U-3522, U-3523, U-3524, U-3525, U-3526, U-3527, U-3528, U-3529 et U-3530.

| Bateaux          | Nbr | Chantier naval         | N° fabrique  | Construction |
| ---------------- | --- | ---------------------- | ------------ | ------------ |
| U-2501 à U-2531  | 31  | Blohm & Voss, Hambourg | 2501 à 2531  | 1943 - 1945  |
| U-2533 à U-2536  | 4   | Blohm & Voss, Hambourg | 2533 à 2536  | 1943 - 1945  |
| U-2538 à U-2546  | 9   | Blohm & Voss, Hambourg | 2538 à 2546  | 1943 - 1945  |
| U-2548           | 1   | Blohm & Voss, Hambourg | 2548         | 1943 - 1945  |
| U-2551 et U-2552 | 2   | Blohm & Voss, Hambourg | 2551 et 2552 | 1943 - 1945  |
| U-3001 à U-3035  | 35  | AG Weser, Brême        | 1160 à 1194  | 1943 - 1945  |
| U-3037 à U-3041  | 5   | AG Weser, Brême        | 1196 à 1200  | 1943 - 1945  |
| U-3044           | 1   | AG Weser, Brême        | 1203         | 1943 - 1945  |
| U-3501 à U-3530  | 30  | F. Schichau, Danzig    | 1646 à 1675  | 1943 - 1945  |

## Construction

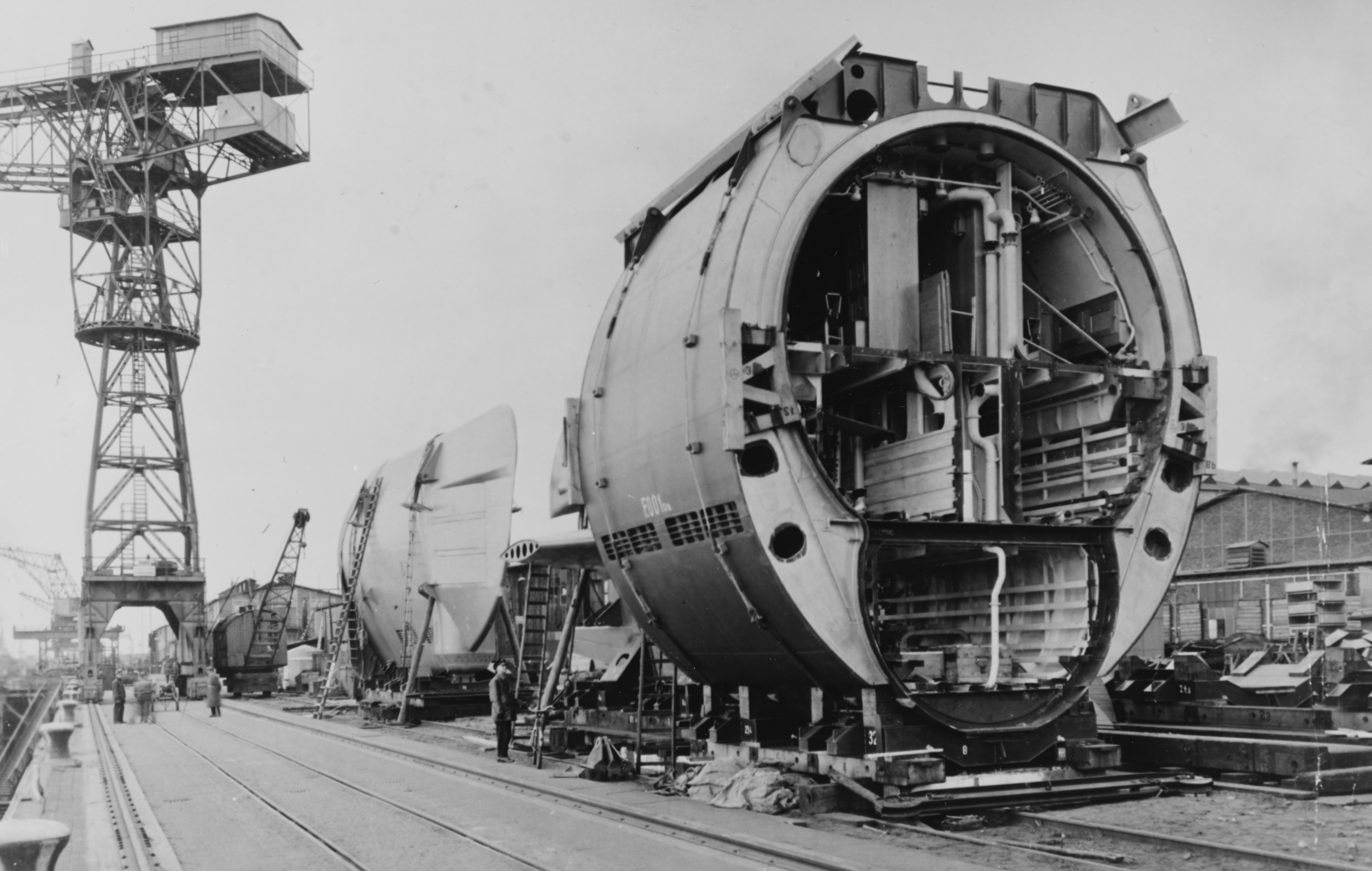
La construction consistait en plusieurs sections préfabriquées. On aperçoit la section d'étrave au deuxième plan.

Les U-Boote type XXI étaient construits en huit sections dans des hangars souterrains (comme le U-Boot-Bunker Hornisse) et amenés par bateaux vers des hangars géants implantés près de grands fleuves comme le Rhin ou l'Elbe.
Les sections étaient si mal construites par les prisonniers qu'il fallait un travail important après leur arrivée dans les hangars pour l'assemblage final. Les U-Boote étaient ensuite dirigés par les fleuves jusqu'à la mer. Ils pouvaient alors appareiller pour remplir leurs missions.

## Après-guerre

### Allemagne
Bien après la fin du conflit, en 1957, le U-2540 qui avait été sabordé en 1945 fut renfloué et refondu. Il fut rebaptisé Wilhelm Bauer. De 1960 à 1968, il fut utilisé comme navire océanographique puis, modifié, comme bâtiment d'expérimentation à partir de 1970. Une collision avec un destroyer le rendit inapte au service en 1980. Il fut alors rayé du service et transformé en navire-musée visitable à Bremerhaven.

### France
À la fin du conflit, la France reçut en dommage de guerre le sous-marin de type XXI U-2518 qui fut nommé Roland Morillot. Ce bâtiment sera en service dans la marine nationale de 1946 à 1967. Les ingénieurs de la DCAN s'en inspirèrent largement pour la construction des sous-marins océaniques de la classe Narval.

### Royaume-Uni

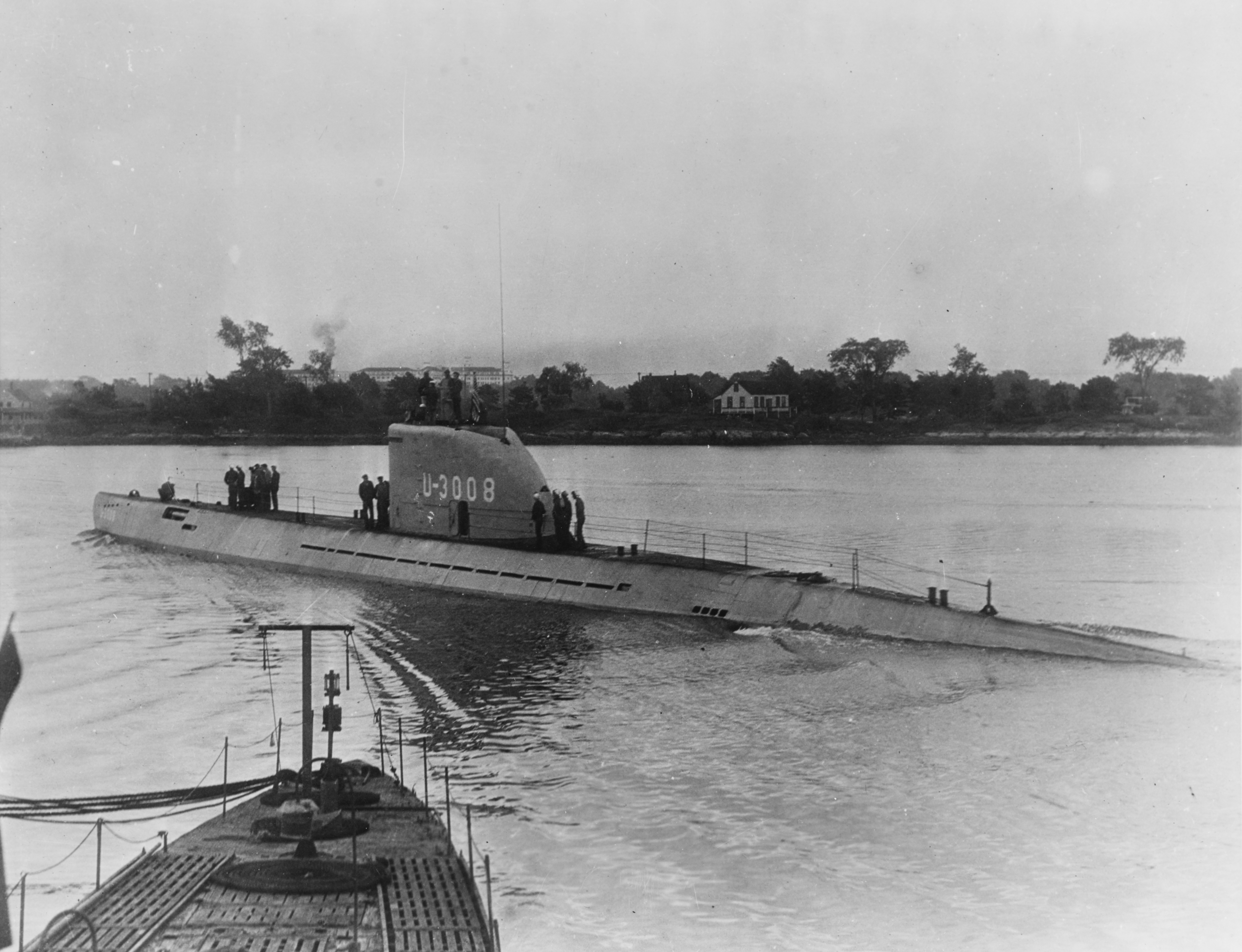
Le U-3008 au Portsmouth Naval Shipyard, Kittery, Maine, États-Unis, aout 1946.

La Royal Navy utilisa le sous-marin U-3017 sous l'appellation HMS N41.
Il a été utilisé pour effectuer diverses expérimentations avant d'être condamné en novembre 1949.

### États-Unis
La Navy a repris le U-2513 (en) et le U-3008 (en), pour une utilisation dans l'Atlantique.
En novembre 1946, Harry S. Truman est devenu le premier président américain à se rendre sur un sous-marin lors de sa visite de l'U-2513, le sous-marin a plongé à 440 pieds (130 m) avec le président à bord.
Le U-2513 a été coulé comme cible en 1951 et l'U-3008 a été abandonné en 1956.

### Union soviétique
Quatre sous-marins de type XXI ont été assignés à l'Union soviétique par les Accords de Potsdam, il s'agissait du U-3515, U-2529, U-3035 et U-3041, qui ont été mis en service dans la marine soviétique en tant que B-27, B-28, B-29 et B-30 (plus tard B-100), respectivement. Toutefois, les services secrets occidentaux soupçonnaient les Soviétiques d'avoir acquis plusieurs autres sous-marins de type XXI. Un examen par le Comité mixte de renseignement américain pour les chefs d'état-major en janvier 1948 estimait que la marine soviétique avait alors 15 Type XXI opérationnels, et pourrait achever la construction de 6 autres sous 2 mois, puis pourrait en construire 39 autres en un an et demi à partir de sections préfabriquées, de plusieurs usines produisant des composants de type XXI et de l'unité d'assemblage à Dantzig qui avait été capturée par les Soviétiques à la fin de la Seconde Guerre mondiale. Les U 3538 à U 3557 (respectivement TS-5 à TS-19 et TS-32 à TS-38) sont restés inachevés à Dantzig et ont été démolis ou coulés en 1947. Les quatre sous-marins affectés par Potsdam ont été utilisés pour des essais et des tests jusqu'en 1955, puis sabordés ou utilisés pour les essais d'armes entre 1958 et 1973.
Le Type XXI a constitué la base pour le projet 614, essentiellement une copie du Type XXI, et beaucoup de ses caractéristiques ont également été intégrées au projet 613 (connu en Occident comme la classe Whiskey).